# Liste des sites Natura 2000 de la Gironde
Cet article recense les sites Natura 2000 de la Gironde, en France.

## Statistiques
La Gironde compte, en 2016, 55 sites classés Natura 2000.
46 bénéficient d'un classement comme site d'intérêt communautaire (SIC), 9 comme zone de protection spéciale (ZPS).

## Liste
| Site                                                           | Type | Superficie (ha) | Fiche     | Coordonnées                        | Photo |
| -------------------------------------------------------------- | ---- | --------------- | --------- | ---------------------------------- | ----- |
| Bassin d'Arcachon et cap Ferret                                | SIC  | +022 684,       | FR7200679 | 44° 39′ 50″ nord, 1° 09′ 51″ ouest |       |
| Bocage humide de Cadaujac et Saint-Médard-d'Eyrans             | SIC  | +001 589,       | FR7200688 | 44° 45′ 06″ nord, 0° 31′ 07″ ouest |       |
| Boisements à chênes verts des dunes du littoral girondin       | SIC  | +001 633,       | FR7200697 | 45° 13′ 30″ nord, 1° 07′ 57″ ouest |       |
| Carrières de Cenac                                             | SIC  | +00 0005,       | FR7200698 | 44° 47′ 41″ nord, 0° 27′ 54″ ouest |       |
| Carrières souterraines de Villegouge                           | SIC  | +00 0003,       | FR7200705 | 44° 57′ 24″ nord, 0° 18′ 30″ ouest |       |
| Champ de tir de Captieux                                       | SIC  | +009 284,       | FR7200723 | 44° 13′ 26″ nord, 0° 21′ 12″ ouest |       |
| Domaine départemental d'Hostens                                | SIC  | +000341,        | FR7200696 | 44° 29′ 58″ nord, 0° 38′ 10″ ouest |       |
| La Dordogne                                                    | SIC  | +005 685,       | FR7200660 | 44° 49′ 59″ nord, 0° 04′ 58″ ouest |       |
| Dunes du littoral girondin de la pointe de Grave au cap Ferret | SIC  | +006 470,       | FR7200678 | 45° 03′ 20″ nord, 1° 11′ 33″ ouest |       |
| Dunes modernes du littoral landais d'Arcachon à Mimizan-Plage  | SIC  | +000739,        | FR7200710 | 44° 25′ 10″ nord, 1° 15′ 17″ ouest |       |
| Estuaire de la Gironde                                         | SIC  | +061 080,       | FR7200677 | 45° 27′ 27″ nord, 0° 50′ 21″ ouest |       |
| Forêt de la Pointe de Grave et marais du Logit                 | SIC  | +000192,        | FR7200703 | 45° 33′ 17″ nord, 1° 05′ 17″ ouest |       |
| Forêts dunaires de La Teste-de-Buch                            | SIC  | +005 312,       | FR7200702 | 44° 34′ 51″ nord, 1° 10′ 21″ ouest |       |
| Garonne                                                        | SIC  | +005 626,       | FR7200700 | 44° 34′ 44″ nord, 0° 02′ 25″ ouest |       |
| Grottes du Trou Noir                                           | SIC  | +0 00013,       | FR7200699 | 44° 39′ 50″ nord, 0° 02′ 20″ ouest |       |
| Lagunes de Saint-Magne et Louchats                             | SIC  | +000150,        | FR7200708 | 44° 30′ 46″ nord, 0° 36′ 40″ ouest |       |
| Lagunes de Saint-Symphorien                                    | SIC  | +0 00022,       | FR7200709 | 44° 25′ 32″ nord, 0° 33′ 43″ ouest |       |
| Marais du Bas-Medoc                                            | SIC  | +014 720,       | FR7200680 | 45° 19′ 56″ nord, 1° 05′ 58″ ouest |       |
| Marais du Bec d'Ambès                                          | SIC  | +002 204,       | FR7200686 | 44° 58′ 29″ nord, 0° 30′ 45″ ouest |       |
| Marais de Braud et Saint-Louis et de Saint-Ciers-sur-Gironde   | SIC  | +004 850,       | FR7200684 | 45° 14′ 19″ nord, 0° 39′ 14″ ouest |       |
| Marais de Bruges, Blanquefort et Parampuyre                    | SIC  | +000256,        | FR7200687 | 44° 54′ 07″ nord, 0° 35′ 51″ ouest |       |
| Marais du Haut-Médoc                                           | SIC  | +005 000,       | FR7200683 | 45° 19′ 06″ nord, 0° 48′ 36″ ouest |       |
| Palus de Saint-Loubès et d'Izon                                | SIC  | +000770,        | FR7200682 | 44° 55′ 50″ nord, 0° 23′ 46″ ouest |       |
| Panache de la Gironde et plateau rocheux de Cordouan           | SIC  | +095 256,       | FR7200811 | 45° 32′ 58″ nord, 1° 25′ 44″ ouest |       |
| Portion du littoral sableux de la côte aquitaine               | SIC  | +050 716,       | FR7200812 | 45° 07′ 12″ nord, 1° 20′ 02″ ouest |       |
| Réseau hydrographique de la Bassane                            | SIC  | +000230,        | FR7200694 | 44° 29′ 54″ nord, 0° 06′ 26″ ouest |       |
| Réseau hydrographique du Beuve                                 | SIC  | +000600,        | FR7200802 | 44° 29′ 55″ nord, 0° 09′ 16″ ouest |       |
| Réseau hydrographique du Brion                                 | SIC  | +000220,        | FR7200801 | 44° 30′ 12″ nord, 0° 16′ 05″ ouest |       |
| Réseau hydrographique du Dropt                                 | SIC  | +002 450,       | FR7200692 | 44° 39′ 10″ nord, 0° 05′ 13″ est   |       |
| Réseau hydrographique de l'Engranne                            | SIC  | +000230,        | FR7200690 | 44° 46′ 18″ nord, 0° 10′ 50″ ouest |       |
| Réseau hydrographique du Guat mort et du Saucats               | SIC  | +001 300,       | FR7200797 | 44° 38′ 15″ nord, 0° 31′ 02″ ouest |       |
| Réseau hydrographique du Gestas                                | SIC  | +000186,        | FR7200803 | 44° 51′ 31″ nord, 0° 20′ 54″ ouest |       |
| Réseau hydrographique des Jalles de Saint-Médard et d'Eysines  | SIC  | +000500,        | FR7200805 | 44° 53′ 46″ nord, 0° 38′ 33″ ouest |       |
| Réseau hydrographique du Lisos                                 | SIC  | +000400,        | FR7200695 | 44° 28′ 09″ nord, 0° 00′ 40″ ouest |       |
| Réseau hydrographique de la Pimpinne                           | SIC  | +000100,        | FR7200804 | 44° 47′ 17″ nord, 0° 28′ 17″ ouest |       |
| Vallée du Ciron                                                | SIC  | +003 637,       | FR7200693 | 44° 22′ 32″ nord, 0° 16′ 36″ ouest |       |
| Vallée de la Dronne de Brantôme à sa confluence avec l'Isle    | SIC  | +005 173,       | FR7200662 | 45° 16′ 51″ nord, 0° 12′ 58″ est   |       |
| Vallée de l'Euille                                             | SIC  | +000123,        | FR7200691 | 44° 40′ 35″ nord, 0° 15′ 31″ ouest |       |
| Vallée de l'Isle de Périgueux à sa confluence avec la Dordogne | SIC  | +007 948,       | FR7200661 | 45° 01′ 25″ nord, 0° 11′ 28″ est   |       |
| Vallée et palus du Moron                                       | SIC  | +001 050,       | FR7200685 | 45° 02′ 55″ nord, 0° 29′ 07″ ouest |       |
| Vallées de la Double                                           | SIC  | +010 800,       | FR7200671 | 45° 11′ 35″ nord, 0° 15′ 06″ est   |       |
| Vallées de la Grande et de la Petite Leyre                     | SIC  | +005 686,       | FR7200721 | 44° 26′ 05″ nord, 0° 46′ 31″ ouest |       |
| Vallées du Lary et du Palais                                   | SIC  | +001 844,       | FR5402010 | 45° 12′ 17″ nord, 0° 12′ 54″ ouest |       |
| Vallées de la Saye et du Meudon                                | SIC  | +000306,        | FR7200689 | 45° 05′ 52″ nord, 0° 22′ 13″ ouest |       |
| Zones humides de l'arrière dune du littoral girondin           | SIC  | +011 200,       | FR7200681 | 45° 02′ 14″ nord, 1° 07′ 59″ ouest |       |
| Zones humides de l'arrière dune du pays de Born                | SIC  | +014 950,       | FR7200714 | 44° 21′ 08″ nord, 1° 10′ 21″ ouest |       |
| Au droit de l'étang d'Hourtin-Carcans                          | ZPS  | +050 716,       | FR7212017 | 45° 07′ 12″ nord, 1° 20′ 02″ ouest |       |
| Bassin d'Arcachon et banc d'Arguin                             | ZPS  | +022 684,       | FR7212018 | 44° 39′ 50″ nord, 1° 09′ 51″ ouest |       |
| Champ de tir du Poteau                                         | ZPS  | +012 277,       | FR7210078 | 44° 13′ 00″ nord, 0° 21′ 30″ ouest |       |
| Côte Médocaine : dunes boisées et dépression humides           | ZPS  | +003 920,       | FR7210030 | 45° 02′ 18″ nord, 1° 08′ 49″ ouest |       |
| Estuaire de la Gironde : marais du Blayais                     | ZPS  | +006 871,       | FR7212014 | 45° 14′ 06″ nord, 0° 38′ 22″ ouest |       |
| Marais de Bruges                                               | ZPS  | +000262,        | FR7210029 | 44° 54′ 15″ nord, 0° 35′ 45″ ouest |       |
| Marais du Nord-Médoc                                           | ZPS  | +023 987,       | FR7210065 | 45° 27′ 00″ nord, 0° 58′ 30″ ouest |       |
| Panache de la Gironde                                          | ZPS  | +095 256,       | FR7212016 | 45° 32′ 59″ nord, 1° 25′ 44″ ouest |       |
| Tête de canyon du Cap Ferret                                   | ZPS  | +365 639,       | FR7212019 | 44° 46′ 12″ nord, 2° 15′ 58″ ouest |       |